# واد القصب
واد القصب هو نهر في غرب المملكة المغربية، يصب في المحيط الأطلسي على شاطئ واسع. يقع قليلا إلى الجنوب من مدينة الصويرة الساحلية، وليس بعيدا شمالا من قرية ديابات. مصب النهر وجزر الصويرة هي موقع ممتاز لمراقبة الأنواع النادرة لصقر أسحم. إلى الجنوب من فم القصوب، يوجد برج مراقبة مدمر معروف باسم برج البارود.
يقع وادي القصب في جهة مراكش تانسيفت الحوز في الجزء الشمالي الغربي من البلاد على بعد 400 كلم جنوب غرب الرباط عاصمة البلاد. يتدفق واد القصب في المحيط الأطلسي.

## الموقع
ينبع النهر من الأطلس الكبير لجبال الأطلس. يتدفق النهر من الجنوب إلى الشمال، ولكن قبل وقت قصير من نزوله إلى المحيط الأطلسي في إقليم الصويرة، جنوب مدينة الصويرة قليلاً وإلى الشمال قليلاً من قرية ديابات، يتحول النهر إلى الشرق والغرب. النهر له العديد من الأسماء على طول طريقه. يعتبر واد أيت عادل أحد روافد وادي القصب. تبلغ مساحة مستجمعات المياه في واد القصب 350 كيلومترًا مربعًا.

## المناخ
مناخ وادي القصب جاف. متوسط درجة الحرارة 20 درجة مئوية. الشهر الأكثر سخونة هو أغسطس، وتبلغ متوسط درجة الحرارة 26 درجة مئوية، وأبرد شهر هو يناير، وتبلغ متوسط درجة الحرارة في يناير 14درجة مئوية. يبلغ متوسط هطول الأمطار 394 ملم في السنة. أكثر الشهور أمطارًا هو نوفمبر، حيث يبلغ المتوسط في هذا الشهر 132 ملمًا، بينما يكون شهر يونيو الأكثر رطوبة بمعدل 1 ملم.
تتزامن الأمطار في منطقة مستجمعات مياه وادي القصب مع موسم الأمطار من أكتوبر إلى أبريل. من ناحية أخرى، هناك موسم جاف من مايو إلى سبتمبر. يبلغ متوسط درجة الحرارة السنوية في منطقة مستجمعات المياه بين 17 درجة مئوية و 20 درجة مئوية. أبرد شهر هو يناير والأكثر سخونة يوليو وأغسطس.
تعمل منطقة مستجمعات مياه واد القصب بشكل رئيسي في الزراعة وتربية الحيوانات، فضلاً عن السياحة والحرف اليدوية. تقع أطلال قلعة برج البارود، التي بناها السلطان المغربي محمد الثالث، على بعد 400 متر جنوب مصب النهر.
| مخطط المناخ وادي القصب | مخطط المناخ وادي القصب | مخطط المناخ وادي القصب | مخطط المناخ وادي القصب | مخطط المناخ وادي القصب | مخطط المناخ وادي القصب | مخطط المناخ وادي القصب | مخطط المناخ وادي القصب | مخطط المناخ وادي القصب | مخطط المناخ وادي القصب | مخطط المناخ وادي القصب | مخطط المناخ وادي القصب |
| --- | ---------------------- | ---------------------- | ---------------------- | ---------------------- | ---------------------- | ---------------------- | ---------------------- | ---------------------- | ---------------------- | ---------------------- | ---------------------- |
| 01 | 02                     | 03                     | 04                     | 05                     | 06                     | 07                     | 08                     | 09                     | 10                     | 11                     | 12                     |
| 66 19 9 | 14 21 10               | 66 24 12               | 47 28 13               | 2 30 14                | 1 33 17                | 1 33 17                | 1 33 18                | 21 33 17               | 27 30 15               | 132 24 12              | 17 20 10               |
| متوسط درجة-الحرارة °س مجاميع الهطل مم |                        |                        |                        |                        |                        |                        |                        |                        |                        |                        |                        |
| بالوحدات الإنكليزية \| 01 \| 02 \| 03 \| 04 \| 05 \| 06 \| 07 \| 08 \| 09 \| 10 \| 11 \| 12 \| \| 2.6 66 48 \| 0.6 70 50 \| 2.6 75 54 \| 1.9 82 55 \| 0.1 86 57 \| 0 91 63 \| 0 91 63 \| 0 91 64 \| 0.8 91 63 \| 1.1 86 59 \| 5.2 75 54 \| 0.7 68 50 \| \| متوسط درجة-الحرارة °ف مجاميع الهطول ″ \| \| \| \| \| \| \| \| \| \| \| \| |                        |                        |                        |                        |                        |                        |                        |                        |                        |                        |                        |
| 01 | 02                     | 03                     | 04                     | 05                     | 06                     | 07                     | 08                     | 09                     | 10                     | 11                     | 12                     |
| 2.6 66 48 | 0.6 70 50              | 2.6 75 54              | 1.9 82 55              | 0.1 86 57              | 0 91 63                | 0 91 63                | 0 91 64                | 0.8 91 63              | 1.1 86 59              | 5.2 75 54              | 0.7 68 50              |
| متوسط درجة-الحرارة °ف مجاميع الهطول ″ |                        |                        |                        |                        |                        |                        |                        |                        |                        |                        |                        |

| 01                                    | 02        | 03        | 04        | 05        | 06      | 07      | 08      | 09        | 10        | 11        | 12        |
| 2.6 66 48                             | 0.6 70 50 | 2.6 75 54 | 1.9 82 55 | 0.1 86 57 | 0 91 63 | 0 91 63 | 0 91 64 | 0.8 91 63 | 1.1 86 59 | 5.2 75 54 | 0.7 68 50 |
| متوسط درجة-الحرارة °ف مجاميع الهطول ″ |           |           |           |           |         |         |         |           |           |           |           |